# 1592 en santé et médecine
| Années de la santé et de la médecine : 1589 - 1590 - 1591 - 1592 - 1593 - 1594 - 1595    |
| Décennies de la santé et de la médecine : 1560 - 1570 - 1580 - 1590 - 1600 - 1610 - 1620 |

Cet article présente les faits marquants de l'année 1592 en santé et médecine.

## Événements
- En réunissant les hôpitaux Saint-Jacques-de-Galice et du Saint-Esprit, respectivement créés en 1188 et 1358, Charles de Casaulx, consul de la ville, fonde l'établissement qui deviendra l'Hôtel-Dieu de Marseille[1].

## Publications
- Prospero Alpini publie son De plantis Ægypti[2] où « les plantes thérapeutiques […] font l'objet d'une longue étude, illustrée de dessins primitifs mais exacts[3] ».
- Fabio Colonna fait paraître à Naples un herbier, sous le titre de Phytobasanos qui signifie « la torture des plantes[4] ».

## Naissances
- Jacques de Bondt (mort en 1631), médecin et naturaliste néerlandais, auteur d'un De medicina Indorum et d'une Historia naturalis et medica Indiae orientalis, parus respectivement, à titre posthume, en 1642 et 1658[5].
- Francisco Maldonado De Silva (mort en 1639), médecin-chirurgien péruvien, « nouveau chrétien » retourné au judaïsme et auteur de pamphlets antichrétiens[6].

## Décès
- 14 octobre : Urbain Hémard (né vers 1548), chirurgien de Rodez, auteur, en 1582, de Recherche de la vraie anatomie des dents, « le premier traité d’odontologie publié en français[7] ».
- 1592 ou 1594 : Cristobal Acosta (né à une date inconnue), naturaliste et médecin portugais[8].